# Libertas Ecclesiastica
Libertas Ecclesiastica: è una locuzione latina che tra la fine del medioevo e l'inizio dell'età moderna rappresentò per le singole città della Marca anconitana la "Libertà concessa all'interno dello Stato della Chiesa". Il privilegio veniva concesso tramite bolla pontificia. La Santa Sede inviava un governatore pontificio a nomina annuale.
Si trattava, più che di libertà "stricto sensu", di una certa autonomia amministrativa concessa a quelle terre date precedentemente in feudo. Il principio fu stabilito per la prima volta dalle Constitutiones Sanctae Matris Ecclesiae promulgate a Fano fra il 29 aprile e il 3 maggio 1357 sotto l'egida del cardinale Egidio Albornoz, che in quella città vi aveva riunito il Parlamento della Marca.